# レッドネック
レッドネック（英語: redneck）は、アメリカ合衆国の南部やアパラチア山脈周辺などの農村部に住む、保守的な貧困白人層を指す用語である。職業は肉体労働者や零細農家が多い。プアホワイトやヒルビリーと同様に差別的な意味を含む言葉。

## 概要
南部の強い日差しの下で野外労働する白人は「首すじが赤く日焼けしている」ことから、この言い方で呼ばれるようになった。元来は南北戦争当時、北部の人間を「ヤンキー」、そして南部の人間を「レッドネック」と侮辱的に互いを呼び合っていたのが始まりと考えられる。現在では、その出身・居住地域や属性に関係なく、ある一定のステレオタイプに当てはまると思われる層がレッドネックと呼ばれている。
単純に白人貧困層を指す場合には、プアーホワイトという表現が使われる。ジョージア州及びフロリダ州出身者はクラッカー、アパラチア山脈周辺の出身者はヒルビリーと呼ばれる。アメリカ俗語辞典によれば、1975年までには農民だけでなく、工業労働者を含む「頑迷で保守的な人々全体」を指す傾向も出てきた。

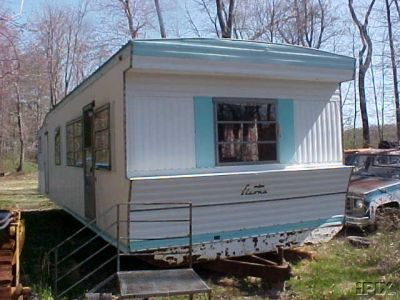
トレーラーハウス

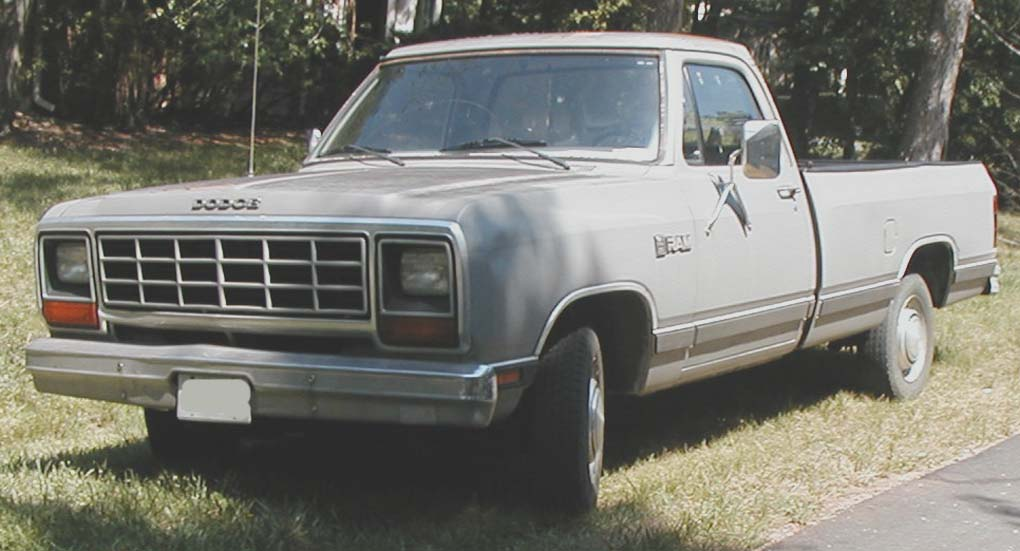
ピックアップトラック

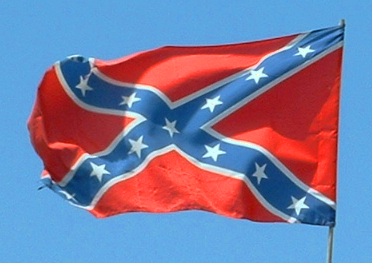
南軍旗

- 政治的には保守・右派で、共和党を支持している。人種差別の傾向が強く、黒人に偏見を持っている。東部のリベラル派には敵意を持つ。政治家では ロナルド・レーガン[1]、ジョージ・W・ブッシュ[2]、ドナルド・トランプらを支持してきた[3]。
- 妊娠中絶や同性愛・LGBTに反対している。女性はしばしば10代で出産するので世代の間隔が短い。高齢者が妊娠することもある。
- 宗教的にはキリスト教右派やキリスト教原理主義が多い[4]。信心深く、毎週日曜日に教会に行く者や、創造説を信じる者もいる。
- 銃に執着が強く、自分でも銃を持っていて、銃規制には断固反対している。
- 音楽の嗜好はカントリー・ミュージック[5]やブルーグラス、もしくはヘヴィ・メタル[6]などを好む。
- テレビではFOXニュース、有料のケーブル・ラジオではラッシュ・リンボー[7]らの討論バラエティ番組を見る。
- 南部訛りで話す。 腕や背中などに刺青をしている。歯並びが悪い[8]。
- 格子縞のネルシャツ、Tシャツを着る。すりきれたジーンズをはいている。野球帽やカウボーイハットなどを被っている。ヘアスタイルは、女性の場合はビッグヘアー（英語版）と呼ばれるボリュームのあるヘアスタイル。愛車はピックアップトラックや、キャデラックなどのアメリカ製大型乗用車であることが多い。飲酒は、ビールやコーン・ウイスキーなどを愛飲する。

元々は侮辱的な意味が強かったレッドネックという言葉だが、近年その田舎臭さや野性味を誇りとし自己のキャラクターとして主張する傾向も強くなってきている。また、逆にそのキャラクターや田舎臭さなどは、自虐的な笑いにも頻繁に使われている。
レッドネックの格好良さや誇りなどは、カントリーを中心とした音楽のPVや歌詞などで表現される。お笑いネタを使う人物としては、ジェフ・フォックスワーシーやラリー・ザ・ケーブル・ガイなどが、南部訛りの英語でレッドネックに関するジョークを言う代表的なコメディアンがいる。

### 主な楽曲
Rough and Ready
トレース・アドキンス
ひ弱な都会人の男と対比し、「レッドネックの男は女にモテる」といったイメージを表現。
Hicktown
ジェイソン・アルディーン
"Hicktown", つまり田舎町の良さを歌った曲。
Redneck Woman
グレッチェン・ウィルソン
レッドネック女性の逞しさやカッコ良さを歌ったグレッチェン・ウィルソンのデビュー曲。
Redneck Yacht Club
クレイグ・モーガン
「内陸部に住むレッドネックは、海のかわりに湖や川でマリンスポーツやパーティーを楽しむ」という様子を表現。